# Шорйыв (сельское поселение Куниб)
Шорйив  — деревня в Сысольском районе Республики Коми в составе сельского поселения  Куниб. 

## География
Расположена на левом берегу реки Малая Визинга на расстоянии менее 1 км от центра поселения села Куниб на запад.  

## История
Известна с 1720 года. В переводе с коми означает «верховье ручья».

## Население
Постоянное население  составляло 17 человек (коми 82%) в 2002 году, 13 в 2010 .